# Eupompha
Eupompha es un género de coleóptero de la familia Meloidae.

## Especies
Las especies de este género son:
- Eupompha decolorata
- Eupompha edmundsi
- Eupompha elegans
- Eupompha fissiceps
- Eupompha fulleri
- Eupompha histrionica
- Eupompha imperialis
- Eupompha nemognathoides
- Eupompha perpulchra
- Eupompha schwarzi
- Eupompha sulcifrons
- Eupompha terminalis
- Eupompha wenzeli
- Eupompha viridis
- Eupompha vizcaina